# 西武バス滝山営業所

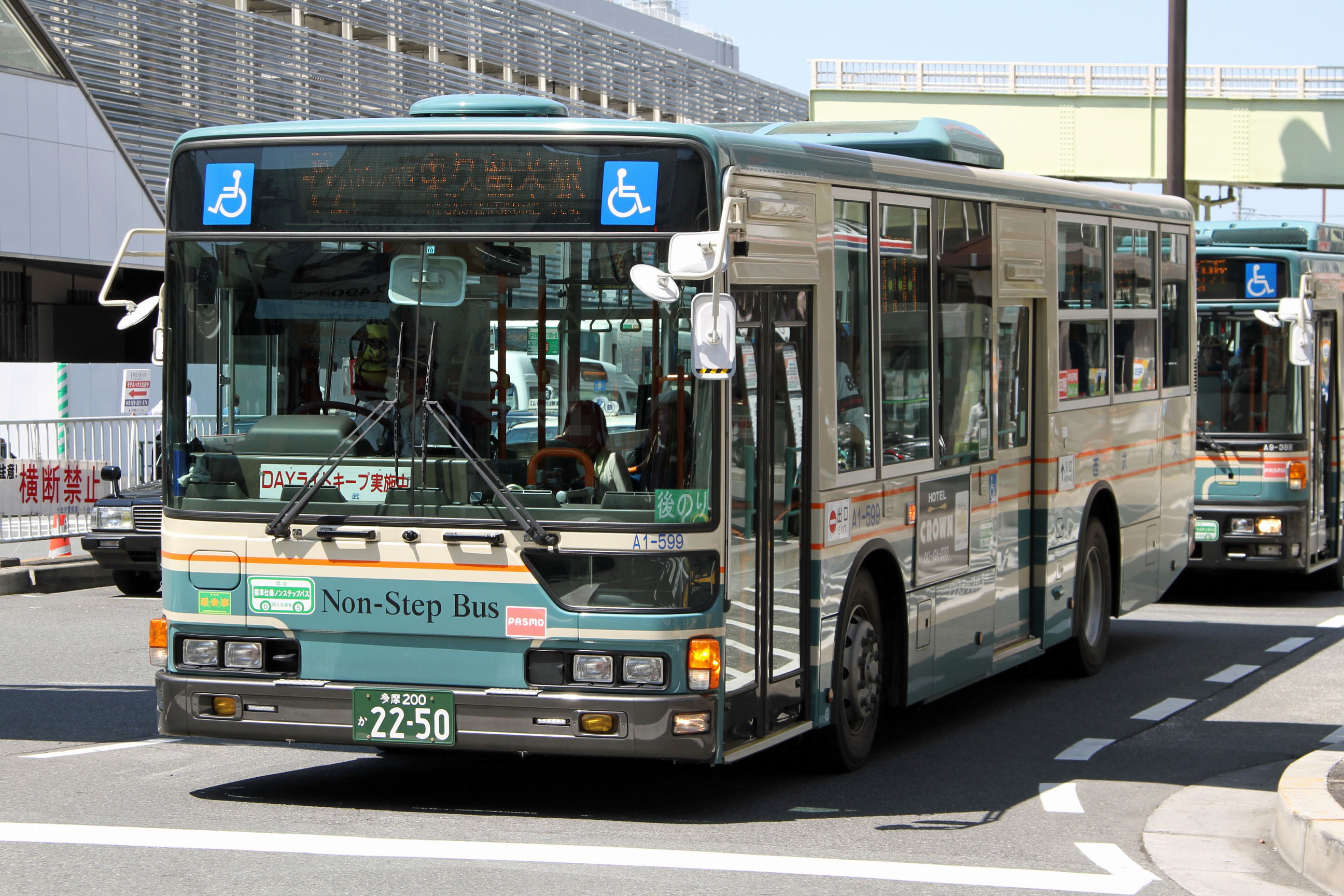
滝山営業所所属車両 (A1-599)

西武バス滝山営業所（せいぶバスたきやまえいぎょうしょ）は、東京都東久留米市下里に位置する西武バスの営業所。
主に西武池袋線以南の東久留米市や清瀬市・小平市・東村山市東部と武蔵野市・西東京市・小金井市周辺の路線を受け持っている。
滝山営業所の現在の最寄停留所は「滝山営業所」である（西原車庫の現在の最寄停留所は「文華女子中学高校」）。
本項では、当営業所管轄の西原車庫（西東京市 西原町）の設立経緯・所管路線についても記述する。また当営業所の前身となった西武バス田無営業所についても記述する。

## 沿革

### 田無のバス草創期〜西武による買収
西原車庫を含む滝山営業所管轄路線の歴史は、戦前の1921年（大正10年）にまで遡る。当時、西新宿角筈に住んでいた桑原晴民によって田無自動車商会が創立され、武蔵境 - 田無間に路線バスを開業させた。
しかし同区間には、桑原晴民の田無自動車商会より一足先に、本橋トクによって乗合馬車が運行していたため、両者の競争を招いた。1922年に本橋トクが自動車路線の営業権を譲受することでこの競争は決着が付き、昭和初期までに田無町駅（現在のひばりヶ丘駅）・久留米町（現在の東久留米市）前沢方面への路線延伸が行われた。
1934年に本橋トクの運行する路線バスは、西武新宿線の前身会社である西武鉄道（旧）に買収された。西武鉄道はこの時すでに鉄道線と並行して花小金井 - 田無 - 関（現・武蔵関付近）にバス路線を運行していた。西武が本橋の路線バスを買収することで、田無を中心に東西南北へ伸びる主要路線網が一気に築かれた。
こうして成立した路線は、太平洋戦争・終戦をはさんで西武自動車（現・西武バス）となって以降、田無駅前に設置された「西武バス田無営業所」の所管となった。

### 宅地化による滝山営業所の開設
1950年代は鉄道沿線の宅地化などで、都内各地で急速に路線網が拡張された時期だった。この地域においても東武東上線を北限に、南限は中央本線までとして、各鉄道駅間を結ぶ長距離路線が新設されていった。
戦前からの路線が運行を続ける田無地区では、武蔵境 - 田無 - 田無町線が朝霞まで延伸したほか、小金井街道周辺では武蔵小金井 - 清瀬 - 志木線、武蔵小金井 - 東久留米線が新設された。
1959年には公団ひばりが丘団地の完成により、同団地への乗り入れも開始した。この地域での宅地化は1960年代も続き、古河団地（古河機械金属社宅）、東久留米団地、滝山団地、公社久留米西団地が次々に完成、入居を開始した。特に滝山団地の規模は大きく、同団地から各駅への輸送を担当するために新たな拠点が必要となったため、1969年に「滝山営業所」が開設された。

### 運行効率化と清瀬営業所の新座移転
1960年代以降、モータリゼーションが進み、交通量の増加や踏切待ちによる渋滞の悪化で、長距離路線を中心に定時運行が困難となった。そのためバスの利用客が減少し、路線の分断・短縮などによる効率化が進められていく。路線分断・短縮による運行効率化を進める過程で、主要道路上を東京都内と埼玉県内に跨って運行していた長距離路線がほぼ全て廃止され、西武池袋線を大まかな境界として運行エリアを分断していくことになる。
その後1990年代には、西武池袋線・西武新宿線の各駅前において再開発事業が進み、この地域でもそれにともなう営業所の移転・再編が相次いだ。
1992年12月24日、清瀬駅北口再開発のため、清瀬駅前にあった「西武バス清瀬営業所」を新座市に移転。「新座営業所」と改称して、西武池袋線より北側の路線を移管した。

### 田無営業所の廃止と西原車庫の開設
1994年6月16日、田無駅北口再開発のため、田無駅北口に隣接していた田無営業所は廃止されることとなった。しかし、田無営業所の所管路線をすべて滝山営業所へ移管した場合、営業所の用地が確保できないため、保谷駅発着路線を上石神井営業所へ移管した。それ以外の路線は、田無市（現・西東京市）西原町の文華女子中学高等学校前に「滝山営業所西原車庫」を新設し、西原車庫の所管として存続させることとした。

### 旧・東久留米駅ターミナル
東久留米駅の旧駅舎は平屋建で、現在の北口の位置に存在していた。当時の西武バスは、旧・清瀬営業所管轄路線（東久留米団地、朝霞台駅、清瀬駅方面）は駅前に乗り入れていたが、駅との道路出入りは一方通行の狭隘道路で駅前も大変狭く、平日朝の通勤時は最大1〜4分間隔のバスを捌かなければならなかった。駅前構内にはバスが転回するためのターンテーブルが存在していた。このため、滝山営業所管轄の路線と、旧・田無営業所管轄の田無駅行きバス（田45系統）は、駅から歩いて約5分の位置に設けられたバス乗り場、通称「東久留米駅ターミナル」を使用しての発着を余儀なくされていた。
1994年11月16日に東久留米駅の橋上駅舎が完成し、駅前再開発によりバス乗り場も整備され、新設された駅東口・西口からそれぞれのバス路線が発着するようになった。旧・東久留米駅ターミナルの跡地は2015年時点で、大部分が民間マンションと居住者用駐車場に整備されており、当時から存在するものは音楽教室が入居したビルや、個人燃料店の燃料貯蔵タンク小屋が残る程度である。

### 滝山営業所の現在
こうして滝山営業所は、従来の滝山団地周辺のみを担当する営業所から、分車庫を有して多摩東部地域を広く管轄する営業所へと姿を変えていった。
路線の改変が落ち着いた後、所属車両の前面にある「後乗り」表示をペイント式で出場させたり、行先表示を利用客に認識しやすいよう工夫する独自の設定をしている。「後乗り」ペイント出場に関しては、近年の新車出場時から表示の省略化も見受けられる。2010年には、前後の行先表示における系統番号の表示方法を四角囲みから縦の区切り線（一部路線は系統番号部分を反転させる）とし、数字部分を従来より大きく表示するように改めた。経由地も行先の上から行先と系統番号の間に変更した。これらの表示方法は他の営業所にも多少変更しつつ波及している。
当営業所内には西武バス社員専用の教習所が設けられ、路線車を転用した教習車も在籍していたが、教習所はその後、旧・所沢営業所の廃止によってできた空き地へ移転している。
2002年の西東京市発足時に新設されたコミュニティバス「はなバス」の運行も受託している。旧保谷市のコミュニティバス「キャンバス」を引き継いで再編したものだが、キャンバス時代に担当していた上石神井営業所から移管され、キャンバス専用車両も滝山営業所に転属した。
2007年6月23日、滝山営業所・西原車庫でPASMOが導入され、同時にSuicaも利用可能となった。はなバス専用車両には当初、交通系ICカードシステムは未搭載であったが、2013年8月より運賃値上げとともに導入された。
2013年4月18日には、イオンモール東久留米の開店に合わせてシャトルバスを運行開始した（2022年3月まで）。

## 現行路線（滝山営業所管轄）
- 西武バス 滝山営業所・西原車庫 バス路線案内図
- 西武バス 小平営業所 バス路線案内図（滝山営業所と一部重複区間あり）
- 西武バス 上石神井営業所 バス路線案内図（滝山営業所と一部重複区間あり）
- 西武バス 所沢営業所 バス路線案内図（滝山営業所と一部重複区間あり）

### 久留米線
- 武12： 東久留米駅西口 - 東久留米市役所 - 御成橋 - 前沢十字路 - 花小金井五丁目 - 花小金井駅入口 - 小金井公園西口 - 小金井橋 - 武蔵小金井駅

滝山管内でも伝統ある路線で、東久留米駅から前沢十字路に出て小金井街道を経由して運行される。後述する武21の開設で便数は減ったが、東久留米市の中央部を南北に通り抜ける路線として武13（清瀬・小金井線、小平営業所担当）とともに利用者が多い。
後述の久留米錦城小金井線、滝山久留米線及び東久留米駅東口発着の新座営業所管轄路線と共に、東久留米駅から初乗り一区間の短距離範囲で「ワンコインバス」適用である。ICカードでの支払いも可能である。
2014年7月16日、「通信住宅」バス停が他の武蔵小金井駅発着路線と共に「グローブライド本社入口」バス停に名称変更された。
2016年4月1日、「農薬検査場」バス停が他の武蔵小金井駅発着路線と共に「小金井公園北」バス停に名称変更された。
2016年6月16日に従来の東久留米郵便局・前沢宿経由のルートが、上記ルートに改正された。

### 滝山・小金井線
- 武14：武蔵小金井駅 ← 小金井橋 ← 小金井公園西口 ← 花小金井駅入口 ← 花小金井五丁目 ← 滝山団地 ← 久留米西団地（武蔵小金井方向のみの運用・時間帯は朝（5-7時台）及び夜（22-23時台）のみの運用[6][7]）
- 武15：武蔵小金井駅 - 小金井橋 - 小金井公園西口 - 花小金井駅入口 - 花小金井五丁目 - 滝山団地 - 滝山営業所
- 武15：武蔵小金井駅 ← 小金井橋 ← 小金井公園西口 ← 花小金井駅入口 ← 花小金井五丁目 ← 滝山団地（小平営業所担当便）[8]
- 武16：武蔵小金井駅 - 小金井橋 - 小金井公園西口 - 花小金井駅南口 （※土曜・休日ダイヤの日中時間帯のみ運行）
- （番号無し）：武蔵小金井駅 → 小金井橋 → 小金井公園西口 → 花小金井駅 → 花小金井五丁目 → 滝山団地 → 滝山営業所[注 2] → 久留米西団地（夜間のみ運行）
- （番号無し）：武蔵小金井駅 → 小金井橋 → 小金井公園西口 → 花小金井駅 → 花小金井五丁目 → 滝山団地 → 滝山営業所[注 2] → 久留米西団地（深夜バス）

武21の新設で以前より便数が減ったが、駅から遠い滝山・久留米西両団地への足として利用者が多く、主力路線のドル箱の一つといえる。1969年に滝山団地の入居開始に伴い開設された。武15は滝山営業所 - 武蔵小金井駅の運行だったが、武13が小平営業所管轄となり、武蔵小金井方の同系統運用車輌補充のため、武15の一部が小平営業所の管轄となった。小平営業所担当便は、武15滝山団地 → 武蔵小金井駅と、（番号無し）武蔵小金井駅 → 久留米西団地のみの運行で、滝山営業所構内には入らない。
2023年11月1日より、武15系統の区間便として、武蔵小金井駅と花小金井駅南口を小金井街道経由で運行する武16系統が2代目として復活する。但し、運行は土曜・休日ダイヤの日中時間帯に数本のみと限られる。花小金井駅南口には、小平営業所の花12（武蔵小金井駅 - 日立国際電気 - 小平団地中央 - 花小金井駅南口）と武17（武蔵小金井駅 - 日立国際電気 - 小平団地中央 - 花小金井駅南口 - 昭和病院 - 小平駅南口）の2系統が発着するが、武16は滝山営業所が運行する。

### 久留米錦城小金井線
- 武21：東久留米駅西口 - 東久留米市役所 - 都大橋 - 久留米西団地 - 柳窪一丁目 - 滝山団地 - 錦城高校 - 昭和病院北入口 - 花小金井五丁目 - 花小金井駅入口 - 小金井公園西口 - 小金井橋 - 武蔵小金井駅
- 武21-1：久留米西団地 - 柳窪一丁目 - 滝山団地 - 錦城高校 - 昭和病院北入口 - 花小金井五丁目 - 花小金井駅入口 - 小金井公園西口 - 小金井橋 - 武蔵小金井駅
- 番号無し（出入庫）：東久留米駅西口 - 東久留米市役所 - 都大橋 - 久留米西団地 - 柳窪一丁目 - 滝山営業所

1998年1月20日の東久留米市の都市計画道路開通によって、東久留米駅から小金井街道を避けて久留米西・滝山両団地を新ルートで結ぶ路線として新設された。滝山団地は西半分を経由し、新小金井街道・東京街道を経由する。東京街道区間の一部はかつて運行されていた武16（武蔵小金井駅 - 小平駅北入口）を振り替えたものである。1998年から、西武バス初のノンステップバスが充当されており、交通不便地域だった東久留米市中西部（野火止・下里・八幡町地区など）の利便性改善にも貢献している。
2010年4月1日、「中央公民館前」停留所が「中央図書館」へ変更された。
2015年4月1日より、公立昭和病院への輸送を目的として久留31系統が新設された。公立昭和病院の一般外来受診日（月曜 - 金曜）に合わせ、平日（月曜 - 金曜）のみの運行であった。系統番号無しの出入庫系統・滝山営業所 - 昭和病院線と共に、道路事情の関係で錦城高校からそのまま新小金井街道を南進。一旦西武新宿線下をアンダーパスで潜り、青梅街道との交差点を左折して昭和病院に向かう（昭和病院構内には入らない）。その後、青梅街道を東進して小金井街道へ左折し、本線の武21系統と合流する。
2018年3月30日をもって、久留31系統および関連出入庫系統の運行を終了した。久留31系統の運行開始前、また運行終了後の東久留米市内から同病院へのアクセスは、武21系統の昭和病院北入口で下車し徒歩10分、もしくは花小金井駅で昭和病院方面へのバス（立川バス・都営バス）に乗り換える形となる。
2023年11月より、武21-1系統を新設。但し、武21-1の運行は主に朝と夜に限られ、実質的な出入庫便となる。

### 小金井・吉祥寺線
- 吉64：吉祥寺駅 - 東京女子大入口 - 吉祥寺通り入口 - 北裏 - 東伏見稲荷神社 - 田無駅入口 - 橋場 - 芝久保 - 花小金井駅

吉祥寺駅北口から吉祥寺通りと青梅街道を経由して、花小金井駅まで運行する。西武新宿線と離れていない区間や他社との並走区間、渋滞の影響を受けやすい路線だが、多摩小平保健所や小平合同庁舎、田無警察署などの公共施設や、田無駅付近を通ることもあり乗車率は良好である。
吉祥寺駅では、自社・他社含めていずれも前乗り先払い方式の中で、当路線のみ中乗り後払いの整理券方式となっていたが、2009年10月16日から乗降方法が前乗り後降りの申告制運賃先払い方式に変更された。吉祥寺駅行きの東伏見稲荷神社以東では、東京23区・武蔵野地区運賃（均一制）となるため申告の必要はない。
柳沢 - 小平合同庁舎間では、都営バス梅70系統との共通定期券取り扱いを行っていた。1984年までは、都営バス梅70系統（当時は阿佐ケ谷駅まで運行）と関町二丁目（現：吉祥寺通り入口） - 小平合同庁舎間で、共通乗車券の取り扱いを行っていた。2015年の都営バス梅70系統の運行区間短縮に伴い、共通定期券の取り扱いは終了した。梅70系統の路線維持のため、東京都交通局に対し沿線自治体が補助金を支出しているが、西東京市が離脱して補助金支出を打ち切ったことにより、同市に乗り入れる小平合同庁舎 - 柳沢駅前間が廃止され、小平合同庁舎 - 花小金井駅を新設する形で短縮されたものである。

### 三鷹線・ひばり滝山線
- 鷹22：ひばりヶ丘駅 - ひばりが丘団地 - 住友重機械工業 - 北原住宅 - 田無町二丁目 - 東伏見稲荷神社 - 武蔵野中央公園 - 武蔵野営業所 - 三鷹駅北口
- ひばり81：ひばりヶ丘駅 - ひばりが丘団地北口 - イオンモール東久留米 - 南沢五丁目 - 前沢十字路 - 東久留米西中学校北 - 滝山団地 - 滝山営業所
- ひばり82：ひばりヶ丘駅 - ひばりが丘団地北口 - イオンモール東久留米 - 前沢二丁目 - 東久留米西中学校北 - 滝山団地 - 滝山営業所

以前は西原車庫も担当していた。鷹22は三鷹駅に乗り入れる路線としては他社含め唯一の後乗り整理券方式である。ただし、東伏見稲荷神社から三鷹駅方面は均一運賃区間に入る。鷹22のひばりヶ丘駅 - 北原住宅は、境線の深夜バス（境05含む・後述）と同じルートである。単色LED表示機時代の系統番号表示は、地色を反転させたものとなっていた。
ひばり81は鷹22の出入庫で設定されたが、鷹22以外のひばりヶ丘駅発着便（境03他）の出入庫便として機能している場合もある。一部の便は西原車両も担当している。もとは南沢五丁目止まり（営業所 - 南沢五丁目は回送）だったものを営業化したものである。運行本数は朝と昼過ぎに頻繁に運行されているが、その他の時間帯は運行本数は少ない。南沢五丁目までは古河団地線（田44・境07）と同一で、以遠は多くの区間で独自である。そのため、当系統では、南沢五丁目にて「田無方面にはまいりません」というアナウンスが入る。
2022年4月1日より、イオンシャトルバス滝山団地ルートの運行終了に伴い、代替としてひばり82系統の運行を開始した。ひばり81・82の両系統とも八幡町三丁目を経由するが、ひばり81が前沢十字路・南沢五丁目を経由してイオンモール東久留米を通るルートであるのに対し、ひばり82は八幡町三丁目の次に前沢一丁目・前沢二丁目を経由しイオンモール東久留米からひばり81と同ルートとなる。これにより、ひばり81系統の一部がひばり82系統に振り替えられたが、ひばり82の運行時間帯は、朝（ひばりヶ丘駅方面）と夕以降（滝山営業所方面）に限られ実質的に出入庫系統であるため、日中に運行していたイオンシャトルバス（滝山団地ルート）とは営業実態は異なっている。ひばりヶ丘駅での乗車案内アナウンスでは「南沢五丁目にはとまりません」というアナウンスが入る。

### 花小金井・滝山線
- 花01：花小金井駅 - 花小金井五丁目 - 滝山団地 -（滝山営業所 →）- 久留米西団地
- 花02：花小金井駅 - 花小金井五丁目 - 滝山団地 - 滝山営業所

武14・15や清03・03-1とも多くの区間で並行する路線だが、花小金井駅と久留米西団地を結ぶ路線として多数運行している。花小金井駅行きは、武蔵小金井駅発着系統の小金井街道沿い西友前「花小金井駅入口」の発着で駅前には乗り入れないため、駅前からの利用や小金井街道の踏切渋滞を避けて駅へ向かう需要に応えている。
武蔵小金井駅からの深夜バスも運行されている。最終便は西武バスで最も遅い花小金井駅発25:28である。ただしこれは花01としての運行ではなく、武蔵小金井駅始発の系統（系統番号無し）が、花小金井駅バス停を通過する際の予定時刻である。

### 花小金井・下里線
- 清02：清瀬駅南口 - 東京病院北 - 竹丘団地 - 下里団地
- 清02-1：清瀬駅南口 - 東京病院玄関 - 竹丘団地 - 下里団地
- 清03：清瀬駅南口 - 東京病院北 - 竹丘団地 - 下里団地 - 久留米西団地 - 柳窪一丁目 - 滝山団地 - 花小金井五丁目 - 花小金井駅
- 清03-1：清瀬駅南口 - 東京病院玄関 - 竹丘団地 - 下里団地 - 久留米西団地 - 柳窪一丁目 - 滝山団地 - 花小金井五丁目 - 花小金井駅
- 番号無し：清瀬駅南口 → 東京病院 → 竹丘団地 → 下里団地 → 全生園角 → 上宮 → 東京病院北 → 清瀬駅南口（下里循環・夜間のみ運行）
- 番号無し：清瀬駅南口 - 東京病院北 - 竹丘団地 - 下里団地 - 久留米西団地 - 柳窪一丁目 - 滝山営業所
- 番号無し：清瀬駅南口 - 東京病院玄関 - 竹丘団地 - 下里団地 - 久留米西団地 - 柳窪一丁目 - 滝山営業所

清瀬市南部から東久留米市西部を経て、花小金井駅へ向かう路線。清02が中心だったが、1988年の清03新設によって分断されていた下里・滝山両地区が結ばれることになった。なお、久留米西団地 - 滝山団地間は武14・花01が北側を回る（白山公園・下里三丁目経由）のに対し、清03・03-1は、武21と共に南回り・柳窪一丁目経由になる。枝番系統は東京病院の正面玄関前まで乗り入れる。
2008年7月16日、「梅園一丁目」停留所が「複十字病院」へ変更された。

### 滝山・久留米線
- 久留52：東久留米駅西口 - 東久留米郵便局 - 前沢宿 - 前沢十字路 - 滝山団地 - 滝山営業所

東久留米駅から郵便局を経由し、滝山中央通りを走行して滝山営業所に向かう路線。滝山団地から先、久留米西団地へ伸びる久留51もあったが先述の武21の開設もあり廃止となった。久留52のかつての終点は、滝山団地停留所だった。
2016年6月16日改正より、武12は東久留米郵便局・前沢宿を通らずに東久留米市役所・御成橋の新道を経由するショートカットのルートへ変更されたが、当系統は従来通り前沢宿経由で維持している。

### イオンモール東久留米シャトル
- 東久留米駅ルート：イオンモール東久留米 → 前沢十字路 → 前沢宿 → さいわい福祉センター → 中央図書館 → 東久留米市役所 → 東久留米駅西口 → 東久留米市役所 → 笠松坂 → 東京道 → イオンモール東久留米（循環）
- 東久留米駅ルート：東久留米駅西口 → 東久留米市役所 → 笠松坂 → 東京道 → イオンモール東久留米（始発便）
- 東久留米駅ルート：イオンモール東久留米 → 前沢十字路 → 前沢宿 → さいわい福祉センター → 中央図書館 → 東久留米市役所 → 東久留米駅西口（最終便）

イオンモール東久留米の開店に合わせ、2013年4月18日に運行開始。100円均一運賃で東京都シルバーパスや各種乗車券は利用できないほか、運行開始当初からPASMO・Suicaによるバス利用特典サービスの対象外とされていた。また市役所や市内の公共施設を経由するなど、コミュニティバスに近い形態の路線である。
一部新設区間があるほか、東久留米駅ルートの東久留米市役所付近 → 笠松坂 → 東京道付近は、かつて運行されていた田45（東久留米駅ターミナル - 田無駅）のルートを復活させたものである。
イオンモール東久留米のラッピングを施した専用車両により運行される。東久留米駅ルートは小型車（日野・リエッセ）が使用される。
2022年3月31日をもって、滝山団地ルートは廃止され、4月1日にひばり82系統へ代替された。

### 西東京市「はなバス」
2002年の西東京市誕生により運行開始。関東バスと共同で受託運行している。第1・2・3ルートを滝山営業所が担当。第4北ルート・第4南ルートは関東バス武蔵野営業所が担当する。

## 現行路線（西原車庫管轄）
- 西武バス 滝山営業所・西原車庫 バス路線案内図

いずれもひばりヶ丘駅 - 田無駅 - 武蔵境駅を結ぶ路線で大きく分けて3ルートがある。
2015年8月16日、武蔵境駅前バスロータリーの変更に伴い、武蔵境駅から発車する田無駅方面の全路線に「第二小学校」停留所新設および「武蔵境自動車教習所」「武蔵境自動車教習所入口」停留所移設・改称、駅前バス停位置変更が行われた。なお、関東バス武蔵野営業所所管の鷹30と並行する区間かつ武蔵野市内となる柳橋（2023年8月1日付で「岩倉高校グラウンド前」に改称） -  武蔵境駅間は都区内運賃が適用されるため220円均一（区間外にまたがる場合は乗車距離に応じる）である。

### 境線
- 田42：ひばりヶ丘駅 - 谷戸 - 住友重機械工業 - 北原住宅 - （ ← 西東京郵便局/中央通り → ） - 田無駅
- 境03：ひばりヶ丘駅 - 谷戸 - 住友重機械工業 - 北原住宅 - （ ← 西東京郵便局/中央通り → ） - 田無駅 - （ ← 富士見橋/南町三丁目 → ） - 柳橋 - （ ← 第二小学校/武蔵境自動車教習所入口 → ）-  武蔵境駅
- ひばり83：ひばりヶ丘駅 ←  谷戸 ← 住友重機械工業 ← ひばりヶ丘団地中央（平日の朝のみ）
- 境05：ひばりヶ丘駅 ← ひばりが丘団地 ← 住友重機械工業 ← 北原住宅 ← 田無駅 ← 富士見橋 ← 柳橋 ← 第二小学校 ← 武蔵境駅（夜間のみ）
- （深夜）：ひばりヶ丘駅 - ひばりが丘団地 - 住友重機械工業 - 北原住宅 - （← 西東京郵便局/中央通り →） - 田無駅 - 柳橋 -（ ← 第二小学校/武蔵境自動車教習所入口 → ） - 武蔵境駅
- （深夜）：ひばりヶ丘駅 → ひばりが丘団地 → 住友重機械工業 → 北原住宅 → 中央通り → 田無駅

通称「谷戸経由」。谷戸新道から武蔵境通り（旧道）が繋がっていた2000年までは、ほぼ一直線にひばりヶ丘駅 - 田無駅間を結んでいたが、都市計画道路の完成により下記の述べるひばりが丘団地経由や南沢五丁目経由の路線を含めて、田無駅付近の経路が複雑化した。田42は早朝・夜間のみ運行する区間便で、境05は夜間にひばりヶ丘駅行きのみ運行し、谷戸を通らずにひばりが丘団地を経由する（谷戸小学校以北は鷹22と同じ経路）。2007年10月16日より、「石川島播磨入口」バス停名が「至誠学舎東京前」へ変更された。2013年12月16日より平日朝ラッシュ時の武蔵境駅行に限り、踏切遅延防止のため武蔵境通り上の富士見橋を非経由とし西武新宿線脇を通り、西東京市道119号線（西武新宿線と立体交差する武蔵境通りのバイパス）へ迂回する便が18便設定され、さらに2014年10月16日からは武蔵境駅行き方向の終日全時間帯で、西東京市道119号線へ迂回する経路変更を実施した（他の路線およびひばりヶ丘駅方向は従来通り富士見橋経由）。
2017年4月1日ダイヤ改正において、ひばり83系統が新設された。平日朝の片方向運行のためひばりヶ丘団地中央は当系統の始発専用である。
2017年8月1日、ひばりヶ丘駅入口 - 谷戸間に「谷戸イチョウ公園」バス停が新設された。

### 境・ひばりヶ丘線
- 田43：ひばりヶ丘駅 - ひばりが丘団地 - 六角地蔵尊 - （←田無町三丁目/西東京郵便局 →） - 田無駅
- 境04：ひばりヶ丘駅 - ひばりが丘団地 - 六角地蔵尊 - （← 田無町三丁目/西東京郵便局 →） - 田無駅 - 柳橋 - （ ← 第二小学校/武蔵野自動車教習所入口 → ） - 武蔵境駅

通称「団地経由」。ひばりが丘団地の東側を通る路線で、かつては境03よりも利用者が多かったが、団地の建替えによって沿線人口が減少した時期があり、1990年代後半から2000年代後半までは中型車が計画充当されていた。ひばりが丘団地停留所はかつては「団地西友前」と称して、西友ひばりが丘団地店の前にあった（同店は隣の中原小学校前に移転）。境04系統がメインで、田43系統は朝や夜間などに限られている。ひばりヶ丘駅入口から中原小学校にかけての区間は狭隘区間となっており、ひばりが丘一丁目付近にはクランク路も存在する（古河団地線やひばり・滝山線、三鷹線も経由）。

### 古河団地線
- 田44：ひばりヶ丘駅 - ひばりが丘団地北口 - イオンモール東久留米 - 南沢五丁目 - 文華女子高等学校 - （← 西東京郵便局/中央通り →） - 田無駅
- 境07：ひばりヶ丘駅 - ひばりが丘団地北口 - イオンモール東久留米 - 南沢五丁目 - 文華女子高等学校 - （← 西東京郵便局/中央通り →） - 田無駅 - 柳橋 - （← 第二小学校/武蔵野境自動車教習所入口 → ） - 武蔵境駅
- 番号なし：ひばりヶ丘駅 - ひばりが丘団地北口 - イオンモール東久留米 - 南沢五丁目
- 番号なし：ひばりヶ丘駅 → ひばりヶ丘団地北口 → イオンモール東久留米
- 番号無し（出入庫）：ひばりヶ丘駅 - ひばりが丘団地北口 - イオンモール東久留米 - 南沢五丁目 - 文華女子高等学校
- 番号無し（出入庫）：文華女子高等学校 - 田無駅
- 番号無し（出入庫）：南沢五丁目 - 文華女子高等学校 - 田無駅
- 番号無し（出入庫）：文華女子高等学校 - 田無駅 - 柳橋 - （ ← 第二小学校/武蔵境自動車教習所入口 → ） - 武蔵境駅
- 番号無し（出入庫）：南沢五丁目 - 文華女子高等学校 - 田無駅 - 柳橋 - 第二小学校 - 武蔵境駅
- （深夜）：ひばりヶ丘駅 - ひばりが丘団地北口 - イオンモール東久留米 - 南沢五丁目 - 文華女子高等学校 - （← 西東京郵便局/中央通り →） - 田無駅
- （深夜）：文華女子高等学校 ← 西東京郵便局 ← 田無駅 ← 柳橋  ← 第二小学校 ← 武蔵境駅
- （深夜）：南沢五丁目 ← 文華女子高等学校 ← 西東京郵便局 ← 田無駅 ← 柳橋  ← 第二小学校 ← 武蔵境駅
- （深夜）：ひばりヶ丘駅 → ひばりが丘団地北口 → イオンモール東久留米 → 南沢五丁目→ 文華女子高等学校
- （深夜）：ひばりヶ丘駅 → ひばりが丘団地北口 → イオンモール東久留米 → 南沢五丁目

通称「イオン・南沢（五丁目）経由」。ひばりが丘団地北西側の東久留米市にまたがり、ひばりヶ丘・田無間では最も西に逸れる路線。上記の谷戸経由や団地経由路線と異なり田無駅までの田44がメインで、武蔵境駅まで運行する境07がサブとなる。古河団地線の名称は、古河機械金属の社宅が沿線にあったことに由来し、現在の南沢五丁目停留所付近にある大型マンションの場所にグラウンドとともに所在した。
1980年代までは、古河団地折返しのひばり31や東久留米駅ターミナル発着の田45、さらに昔は、田無駅と所沢駅を所沢街道経由で結ぶ田46（所沢営業所管轄）も存在したため、田44として運行する便は、1980年頃は平日15回、休日は10回程度にとどまっていた。これらの系統がいずれも田44に集約され、西原グリーンハイツや文華女子高等学校の開設による経由地の変更、さらに三和銀行・熊谷組のグラウンド跡地にマンションが開発されたこと、途中の文華女子高等学校に西原車庫が設置されたこともあり、1990年代後半から利用者が増加し便数もそれに合わせて増加した。
2006年10月1日には境07が新設された。第一勧業銀行→みずほ銀行グラウンド跡に建設されたイオンモール東久留米の開店に合わせ、2013年4月16日のダイヤ改正から古河団地停留所を「イオンモール東久留米」、グランド前停留所を「イオンモール東久留米南」に改称した。また、境07は土休日ダイヤでは昼間の運行をなくして田44に振り替え、代替として田無駅以南のみ運行する境08が設定された（2014年5月16日改正で廃止されたが、2022年から2023年にかけての年末年始ダイヤにて復活）。2014年10月16日改正からは、深夜バスの武蔵境方面からの便に南沢五丁目行が新設された。
2017年4月1日ダイヤ改正にて、ひばりヶ丘駅 → イオンモール東久留米系統が新設された。
2021年3月13日ダイヤ改正にて、深夜バスのひばりヶ丘駅→文華女子高前および武蔵境駅→文華女子高系統が廃止となる。
2022年12月1日のダイヤ改正で、出入庫路線の南沢五丁目 - 田無駅・武蔵境駅線が新設された。

## 廃止・移管路線など
- 武13：清瀬駅南口 - 久留米高校[注 4] - 前沢宿 - 前沢十字路 - 花小金井五丁目 - 花小金井駅入口 - 小金井公園西口 - 小金井橋 - 武蔵小金井駅
清瀬営業所（現・新座営業所）から移管、さらに小平営業所へ移管された。
- 清11（初代）：清瀬駅南口 - 久留米高校 - 前沢宿 - 前沢十字路 - 滝山団地
- 清11（2代）：清瀬駅南口 - 久留米高校 - 前沢宿 - 前沢十字路 - 滝山団地 - 滝山営業所
移管してきた武13の出入庫系統（1989年の移管と同時に新設）で、武13と同時に小平へ移管された。当初は滝山団地発着であったが、滝山営業所まで延伸。さらに小平への移管時に滝山団地までの運行に戻された（以遠、小平営業所へ回送）。
- 武16：小平駅北入口 - 小西 - 花小金井五丁目 - 花小金井駅入口 - 小金井橋 - 武蔵小金井駅
- 番号なし：小平駅北入口 - 小西 - 花小金井五丁目（出入庫）
小平駅北口から少し離れた東京街道沿いの折返場から花小金井五丁目交差点へ向かい、小金井街道に合流する。1998年に武21へ代替廃止、末期は1時間に2 - 3本程度だった。2013年現在は廃止区間の一部を立川バス（国分寺駅北口 - 大沼団地線）がカバーしているほか、小平市コミュニティタクシーでカバーされる地域もある。「小平駅北入口」バス停・折返し場は、長らく月極駐車場として利用されていたが現在はセブン-イレブン小平美園町3丁目店の駐車場となっている。
- 久留51（二代）：東久留米駅西口 - 東久留米郵便局 - 前沢宿 - 前沢十字路 - 滝山団地 -（滝山営業所 →）- 久留米西団地
久留52系統を久留米西団地まで伸ばした系統で、滝山団地 - 久留米西団地間は花01系統と同じルートだった。武21系統の新設などで減便され、最終的に1日1往復にまで減っていき2012年6月30日の改正で廃止。
- 久11：清瀬駅南口 - 東京病院[注 5] - 上宮 - 全生園 - 向台 - 久米川駅
もとは清瀬営業所→所沢営業所の担当であったが、1990年代にリフトバス導入の際、滝山も運用を担当するようになる。2000年に所沢単独での担当に戻った。
- 境01：武蔵境駅 - 柳橋 - 女子学院 - 東伏見[注 6] - 早大寮前 - 東伏見駅
柳橋 - 東伏見駅間で「はなバス」第3ルートと並行するため、2005年10月1日に廃止された。早大寮停留所に「はなバス」は停車せず、境01の廃止で停留所も廃止となった。ダイヤは朝夕に2往復ずつする位の路線（廃止10年前以上から）であった。
- 境02：武蔵境駅 - 柳橋 - 田無駅 - 田無本町三丁目（現、田無町三丁目） - 平松 - 保谷市役所 - 保谷駅
上石神井へ移管の後2006年10月1日に廃止され、田41が田無以北を全日運行として引き継いでいる。
- 田41：田無駅 - 田無本町三丁目 - 平松 - 保谷市役所 - 保谷駅
田無時代は出入庫を兼ねた系統で、1994年6月16日の田無営業所廃止では上石神井営業所へ移管されずに廃止されたが、西東京市誕生後に住民の要請で上石神井営業所担当として平日：月 - 金曜のみ復活した。前述の境02廃止後は、毎日運行となった。田無営業所管轄時代の平日終車バスは、通常運賃で田無駅着24:00直前という体系であった。
- 田45：田無駅 - 文華女子高前 - 古河団地 - 南沢十字路[注 7] - 火の見下[注 8] - 多聞寺[注 9] - 東久留米本町通り[注 10] - 東久留米駅ターミナル
当初は田44より本数が多かったが、次第に立場が逆転して1988年に田44系統に統合され廃止。2013年に廃止区間の一部がイオンモール東久留米シャトルバス（先述）として復活している（停留所は一致しない）。
- ひばり31：ひばりヶ丘駅 - ひばりが丘団地北口 - 古河団地
田44系統の古河団地で折返す系統として設定されていた。1980年頃は田44と便数が同数程度だったが、1985年10月1日に全便を田44に統合（延長）して廃止された。古河団地での折り返しは、交差点角にある専用折り返しスペースを利用していた。
- ひばり71：ひばりヶ丘駅北口 - 別れ道 - 片山小学校 - 新座高校 - 東福寺 - 榎木ガード下 - 下の原入口 - 朝霞県税事務所 - 朝霞台駅
- ひばり72：ひばりヶ丘駅北口 - 別れ道 - 片山小学校
1989年10月1日に清瀬へ移管された。ひばり72は移管時に平日運行となり、1992年12月24日に廃止された。田無管轄時代末期は、ひばり71系統の運行は日中2 - 3本の運行で、区間便のひばり72の運行が多数を占めた。
- ひばり74：ひばりヶ丘駅北口 - 別れ道 - 片山小学校 - 新座高校 - 東福寺
1989年10月1日にひばり71・72の清瀬移管と同時に廃止された。
- ひばり75：新座栗原郵便局 - 別れ道 - 片山小学校 - 新座高校 - 東福寺 - 下の原入口 - 朝霞県税事務所 - 朝霞台駅（出入庫）
- 番号無し：片山小学校 → 新座高校 → 東福寺 → 榎木ガード下 → 下の原入口 → 朝霞県税事務所 → 朝霞台駅（出庫線、早朝のみ運行）
ひばりヶ丘駅北口発着系統のうちひばり73（ひばりヶ丘駅北口 - 片山小学校 -新座市役所 - 大和田 - 志木駅南口）以外は田無営業所が担当していた。1989年10月1日にひばり71・72が清瀬営業所へ移管し、ひばり74は廃止される。ひばり75は現在のひばり75（前記のひばり73に相当）とは関係ない。
- 吉63：吉祥寺駅 - （東急百貨店前→ / ←吉祥寺駅入口[注 11]） - 吉祥寺通り入口 - 北裏 - 東伏見[注 6] - 柳沢駅通り - 保谷市役所 - 保谷駅
- 吉65：吉祥寺駅 - 吉祥寺駅入口 - 吉祥寺通り入口 - 武蔵関駅入口 - 富士町 - 保谷市役所 - 保谷駅
- 鷹21：三鷹駅 - 武蔵野営業所 - 八幡町 - 東伏見 - 柳沢駅通り - 保谷市役所 - 保谷駅
吉63・65、鷹21は、1994年6月16日の田無営業所廃止時に境02とともに上石神井営業所へ移管された。吉65系統は2012年に吉66系統に置き換えられて廃止。
- 久留31 : 東久留米駅西口 - 東久留米市役所 - 都大橋 - 久留米西団地 - 滝山団地 - 錦城高校 - （← 花小金井五丁目/大沼町三丁目 → ） - 昭和病院（昭和病院付近は、下記番号無し<出入庫線>と共に、反時計回りのループ運行）
- 番号無し：滝山営業所 - 滝山団地 - 錦城高校 - （← 花小金井五丁目/大沼町三丁目 → ）昭和病院
先述の通り、2015年4月1日に久留米錦城小金井線の一部として開設されるも、2018年3月30日で運行終了。
- はなバス第3ルート：東伏見駅 → 東伏見坂上 → 東伏見 → 伏見通り → 電通裏 → 東伏見四丁目 → 東伏見駅（東伏見循環）
東伏見駅から南部の伏見地区を経由して戻る循環路線だが、五日市街道で一般路線と競合していることからコミュニティバスとしての役割を果たし切れず、1日2便まで減便ののち、2010年10月1日に廃止された。
- イオンシャトルバス滝山団地ルート：イオンモール東久留米 - 前沢二丁目 - 前沢住宅 - 団地センター - 滝山団地 - 下里三丁目 - 久留米西団地
2022年3月31日をもって運行終了。10時～18時台の時間帯に1時間ごとに1本を運行していた。滝山団地ルートは中型車（日産ディーゼル・スペースランナーRM）が使用されていた。代替として、4月1日にひばり82系統の運行を開始[13]。

東久留米駅西口開設による経路変更路線
- 武12（初代）：東久留米駅ターミナル - 東久留米本町通り - 東久留米市役所[注 12] - 前沢宿 - 前沢十字路 - 花小金井五丁目 - 花小金井駅入口 - 郷土資料館[注 13] - 小金井橋 - 武蔵小金井駅
- 久留51（初代）：東久留米駅ターミナル - 東久留米本町通り - 東久留米市役所 - 前沢宿 - 前沢十字路 - 滝山団地 - 久留米西団地
- 久留52（初代）：東久留米駅ターミナル - 東久留米本町通り - 東久留米市役所 - 前沢宿 - 前沢十字路 - 滝山団地
2015年現在、久留51系統以外は東久留米駅西口発着の現行ルートで運行中である。

2016年6月改正路線
- 武12（二代）：東久留米駅西口- 東久留米郵便局 - 前沢宿 - 前沢十字路 - 花小金井五丁目 - 花小金井駅入口 - 小金井公園西口 - 小金井橋 - 武蔵小金井駅

貸切免許での無料送迎バス
- 無料送迎：多摩川競艇場 - 府中本町駅
- 無料送迎：西武園競輪場 - 新秋津駅
  - 多摩川競艇場は小平営業所、西武園競輪場は所沢営業所とそれぞれ共同管理していた。前者は2015年に京王自動車に移管、後者は所沢営業所に一本化された。

## 車両

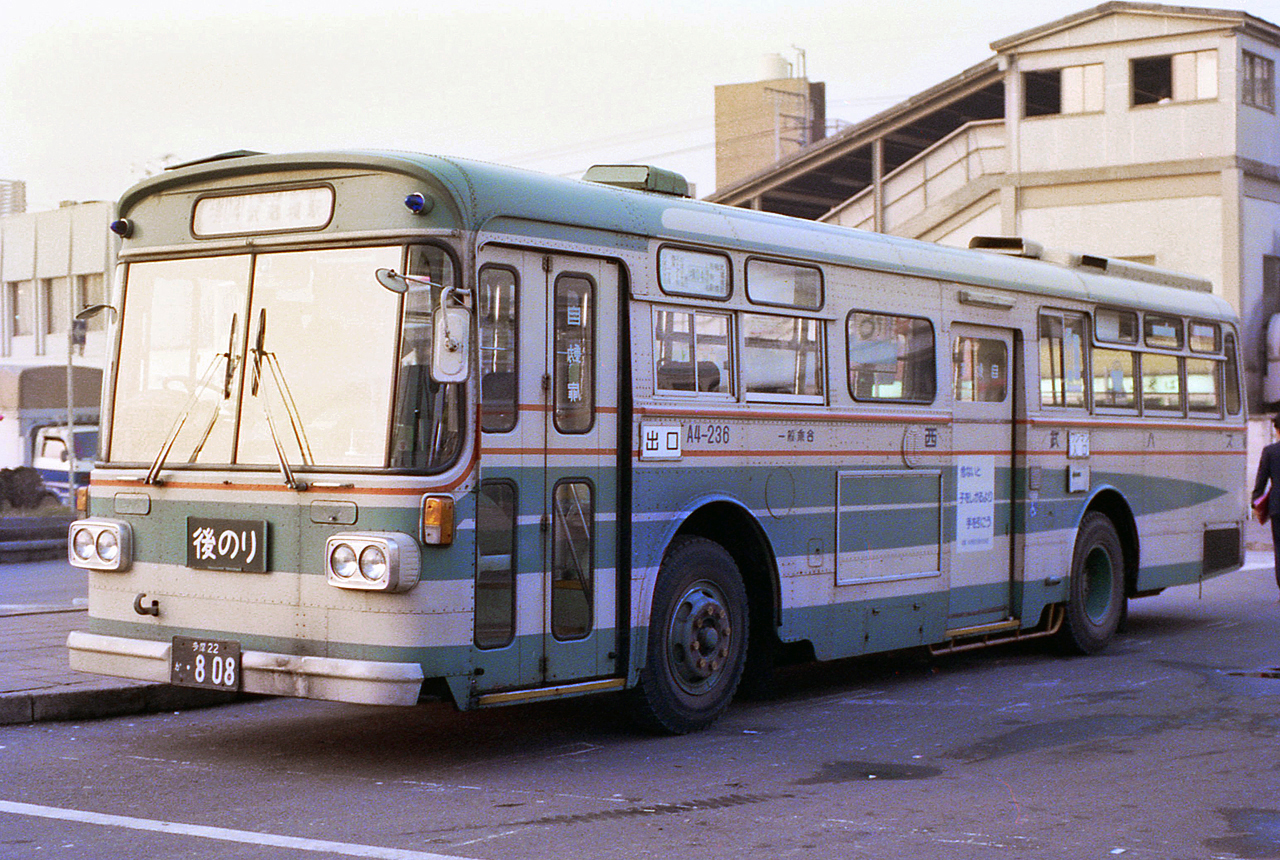
1970年代最末期に導入された日野自動車製の大型路線車
日野・RE100、帝国車体
A4-236号車、1974年式
田無営業所所属（境04系統）

滝山営業所は開設当初、日産ディーゼル工業（現・UDトラックス）製車両が集中配置されたが、1970年代の三菱ふそう製車両の配置を経て、再び日産ディーゼル製車両に統一された。一方、西原車庫の前身である田無営業所は、1970年代以前は日野自動車製車両を主力としており、一部は関東バスにも見られた前後扉となっていた。また田無営業所の配属車両は、沿線に狭隘道路が多かったため大型短尺車の配置がほとんどであった。
西武バス全体では、1970年代初頭までは国内4メーカー全ての車両を導入していたが、1973年にいすゞ自動車製の車両の導入を中止し、翌1974年には日野自動車製の車両導入を中止した。1975年にはいったん三菱自動車（現・三菱ふそうトラック・バス）製の車両に統一されたが、1978年秋には三菱製車両の購入を中止し、翌1979年度以降は購入先を日産ディーゼル工業に統一した。
滝山営業所でも、かつては一般路線車は日産ディーゼル製に統一されていたが、2007年には中扉付近の座席数を減らしたラッシュ型レイアウトのいすゞ・エルガが配置された。2008年からは上石神井営業所に続き、日産ディーゼル・スペースランナーA（三菱ふそう・エアロスターのOEM車）ワンステップバス及びノンステップバスが導入された。後乗り路線が多いためワンステップ車は引き戸を採用している。
現在は基本的に三菱ふそう製の車両といすゞ自動車製の車両を導入している。UDトラックスのバス製造事業撤退により、2011年からは三菱ふそう・エアロスターの純正車が導入開始された。2013年にはいすゞ・エルガハイブリッドが導入された。なお、西原車庫の常駐車については三菱ふそう製（UDトラックスへのOEM車を含む）に統一されている。
はなバスとイオンシャトルバスで使用される小型車のリエッセとポンチョ、2018年度以降のハイブリッド車のみ日野自動車製となっている。

### 仕様

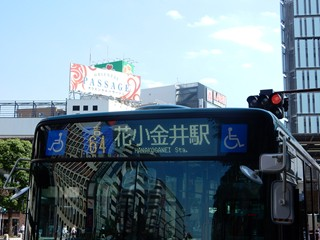
カラーLED仕様の行先表示器
滝山営業所所属車
吉64系統 花小金井駅行き

車内放送装置は、他の営業所はクラリオン製を採用しているのに対し、旧・田無営業所とともにテープ時代からネプチューン製を採用しており、アナウンサーや放送内容が他の営業所とは異なっていた。現在も音声合成放送装置はネプチューン製である（音声合成は他の営業所でもネプチューン製が採用されている）。また、換気扇についても他営業所に多いゴールドキング製ではなく、藤森電機製作所製が使われている。
2007年秋より、小平営業所と共に左折時の方向指示器と連動して電子音が鳴るように改造された。電子音が鳴るだけで「左に曲がります」といった音声ガイダンス機能はない。車内でもよく聞こえる音量で乗客への注意喚起にもなっている。
2009年10月16日より、吉64の乗降方法変更に伴い、一部車両に新座営業所所属車両と同じく、出入口表示がサボ化され取り付けが行われた（前のり⇔後のり）。
2015年3月下旬からは、従来の単色LED式による方向表示器から、路線バス用に開発されたカラーLED式表示器への改造が開始され、練馬・上石神井・新座とともに、滝山営業所管内でも西原車庫所属車も含めて、一般ダイヤにて運用開始した。